# Franz Mündelein
Franz Michael Mündelein (* 5. Dezember 1857 in Paderborn; † 1926 ebenda) war ein deutscher Architekt, der vor allem auf dem Gebiet des katholischen Sakralbaus hervortrat.

## Leben
Mündelein stammt aus einer Paderborner Handwerkerfamilie, die über mehrere Generationen eine Tischlerwerkstatt betrieben. Die Urgroßeltern stammten aus Altenbüren bei Brilon. Einige seiner Brüder waren Künstler. Ein Cousin war der Chicagoer Erzbischof und Kardinal George William Mundelein.
Nach dem Abschluss seiner Ausbildung im Jahr 1875 arbeitete er im Atelier des Paderborner Diözesanbaumeisters Arnold Güldenpfennig. Mündelein schuf über 100 Kirchenneubauten, -erweiterungen und -umbauten im Erzbistum Paderborn und in Erfurt und in Sachsen. Er war ein Vertreter des Historismus.

## Bauten

### Neubauten
- 1897: St. Agatha in Bleiwäsche
- 1898–1899: St.-Antonius-Kirche Braunshausen
- 1901: St. Nikolaus in Olsberg
- 1901–1902: Liboriuskapelle in Salzkotten

südöstlich der Stadt auf einer Anhöhe gelegen, neuromanischer Bau über kleeblattförmigem Grundriss
- 1904–1905: St. Johannes der Täufer in Ossendorf
- 1904–1905: Heilig-Kreuz-Kirche in Altenbeken
- 1906–1907: St. Walburga in Alfen
- um 1908–1910: Katholische Kirche in Thale, nicht fertiggestellt, durch Herz-Jesu-Kirche ersetzt
- 1909–1911: St. Martinus in Reelsen
- 1914 St. Laurentius in Meerhof

### Erweiterungen, Umbauten, Renovierungen
- 1897: Restaurierung der Kirche St. Mariä Geburt in Dringenberg
- 1898–1899: Erweiterung der Pfarrkirche St. Peter und Paul gemeinsam mit Friedrich Sirrenberg aus Paderborn[1]
- 1899–1900, 1902: Restaurierung der Kirche in Warburg-Altstadt (Turmerhöhung, neuer Turmhelm)
- 1900: Erweiterung der Kirche St. Mauritius (Schiff und Turm)
- 1902–1904: Umbau des Gebäudekomplexes des Gutes Listernohl zur Kirche St. Augustinus Listernohl. Sie wurde 1965 gesprengt, da Kirche und Dorf Listernohl der Biggetalsperre weichen mussten.
- 1903–1904: St. Marien in Schwerte
- 1925–1926: Erweiterungsbau der Kirche St. Dionysius